# 14492 Bistar
14492 Bistar è un asteroide della fascia principale. Scoperto nel 1994, presenta un'orbita caratterizzata da un semiasse maggiore pari a 2,7449269 UA e da un'eccentricità di 0,2461203, inclinata di 7,30070° rispetto all'eclittica.